# Gustav von Wangenheim
Gustav von Wangenheim (ur. 18 lutego 1895, zm. 5 sierpnia 1975) – niemiecki aktor, scenarzysta i reżyser filmowy .

## Życiorys
Urodził się w 1895 roku jako Ingo Clemens Gustav Adolf Freiherr von Wangenheim. Jego rodzice Eduard Clemens Freiherr von Wangenheim i Minna Mengers byli aktorami.
Gustav zadebiutował jako aktor w 1914 roku w Passionels Tagebuch. Do najbardziej znanych filmów z jego udziałem należą Kobieta na Księżycu (Frau im Mond, 1929) oraz Nosferatu – symfonia grozy (Nosferatu, eine Symphonie des Grauens, 1921).
Od 1921 był członkiem Komunistycznej Partii Niemiec. W 1931 założył komunistyczna trupę teatralną o nazwie Die Truppe '31, która jednak została zamknięta w 1933 po dojściu NSDAP do władzy, po wystawieniu zaledwie trzech sztuk, których autorem i reżyserem był właśnie von Wangenheim.
Po tych wydarzeniach Wangenheim zbiegł z III Rzeszy do ZSRR. Na emigracji przebywał w moskiewskim Hotelu Lux, zajmował się pisaniem scenariuszy i produkcją antyhitlerowskich filmów (min. Der Kampf). W roku 1936, w okresie "wielkiej czystki", oskarżył swoich kolegów aktorów - małżeństwo Carolę Neher i Anatola Beckera o trockizm. Oboje zostali aresztowani przez NKWD – Beckera rozstrzelano, Neher skazano na 10 lat łagru, w którym zmarła w 1942.
Syn Gustawa von Wangenheim po latach twierdził, że ojciec nikogo nie oskarżył i zarzuty wobec niego są nieprawdziwe.
Gustav von Wangenheim był też członkiem Komitetu Narodowego Wolne Niemcy. Po II wojnie wrócił do wschodnich Niemiec, gdzie podjął pracę w DEFA jako scenarzysta i reżyser.
Od 1931 roku Wangenheim miał żonę Inge von Wangenheim, z domu Franke. W 1954 roku małżeństwo zostało anulowane. Para miała troje dzieci. Wangenheim zmarł w Berlinie Wschodnim w dniu 5 sierpnia 1975 roku i został pochowany na cmentarzu Friedrichsfelde w Berlinie.

## Filmografia
- 1955: Heimliche Ehen (reżyser/scenarzysta)
- 1955/1956: Lied über dem Tal (reżyser)
- 1953/1954: Gefährliche Fracht (reżyser)
- 1949: Der Auftrag Höglers (reżyser/scenarzysta)
- 1948: Und wieder 48 (reżyser/scenarzysta)
- 1935: Der Kampf (reżyser/scenarzysta)
- 1931: Danton
- 1929: Kobieta na Księżycu (Frau im Mond)
- 1923: Cienie (Schatten - Eine nächtliche Halluzination)
- 1922: Das Feuerschiff
- 1922: Der Liebe Pilgerfahrt
- 1922/1923: Der steinerne Reiter
- 1921: Nosferatu – symfonia grozy (Nosferatu, eine Symphonie des Grauens)
- 1920:	Das Haus zum Mond
- 1920:	Der Tempel der Liebe
- 1920:	Kohlhiesel's Daughters
- 1919:	Die Welteroberer
- 1919:	Kitsch. Tragödie einer Intrigantin
- 1920: Romeo und Julia im Schnee
- 1918:	Ferdynand Lassalle
- 1917: Die Erzkokette
- 1916:	Das Leid der Liebe
- 1916: Homunculus. 3. Teil: Die Liebestragödie des Homunculus
- 1914:	Passionels Tagebuch